# Emanuel Hauner
Emanuel Hauner (24. prosince 1875 Praha – 14. června 1943 Praha) byl český spisovatel, překladatel a hermetik, člen uměleckého sdružení Sursum a hermetické společnosti Universalia.

## Život
Narodil se do rodiny vojáka a vrátného Vojtěcha Haunera (*18. 4. 1828 Olešná,čp.18,  † 18. 10. 1894 Praha) a jeho druhé manželky Anny, rozené Vlachovské (* 1832 Praha),. Byl pokřtěn v Praze u sv. Apolináře. Měl dva starší bratry,  nevlastního Václava (1853-1912), který se stal v Praze hodinářem a vlastního Nikodéma (* 1870) a sestru Julii (*1873 † 1873), která zemřela jako novorozeně.
Po absolvování střední školy pracoval od roku 1901 v Praze jako úředník pojišťovny a bydlel postupně na Královských Vinohradech a na Malé Straně. Téhož roku 1901 se 18. května v kostele Panny Marie Vítězné na Malé Straně oženil s Terezií Pejšovou a jejího syna Viktora později přijal za svého.
Od roku 1905 zastával funkci v Jednotě přátel filosofie, zároveň publikoval v řadě okultistických časopisů, např. v časopisu Nové Slunce zveřejňuje články Julius Zeyer a okultismus a Doktor Faust.
V prvním desetiletí uvažoval Hauner spolu s moravským hermetikem Otakarem Griesem o vydávání hermetické revue a dokonce založení české hermetické školy. Po neúspěšném shánění financí nakonec Griese sám založil a financoval časopis Isis, Hauner do něj přispíval pod pseudonymem Platon.
Emanuel Hauner byl vášnivým sběratelem knih, starých mincí a medailí, ve své době patřil mezi nejvýznamnější pražské numismatiky a bibliofily. Svou sbírku starých tisků však v době první světové války prodal, aby uživil rodinu.
V roce 1912 Hauner vstoupil do katolické mystické literární společnost Sursum, čímž začala jeho postupná konverze ke katolictví, literárním výsledkem je kniha Volání do kosmu z roku 1919.
Po první světové válce se Emanuel Hauner stal poradcem nakladatele Bohumila Jandy, který v Praze vydával okultisticky zaměřenou edici Sfinx. Hauner v Jandově nakladatelství vydal druhé vydání svého Spiritualistického slovníku, k jiným knihám napsal předmluvy a úvody, některé z knih redigoval.
Kromě svého slovníku přispěl hermetismu především překladem knihy Dogma a rituál vysoké magie od Éliphase Léviho, která je považována za nejdůležitější dílo novodobého hermetismu, pro řadu předních českých hermetiků se tato kniha stala jakousi hermetickou biblí. Kniha vyšla ve dvou svazcích u O. Grieseho v Přerově v letech 1918 a 1919, z finančních důvodů byl její text zredukován.
Hauner byl především organizátorem českého hermetického hnutí, udržoval také kontakt hnutí s pařížským centrem Papuse. Jeho plány organizace hermetiků v Čechách a plány na šíření hermetických idejí ale ztroskotaly pro nedostatek financí.
Ve dvacátých letech 20. století se Hauner začal hermetikům názorově vzdalovat, pokračovala jeho konverze ke katolictví a začal se přibližovat premonstrátskému řádu. Při pohřbu opata Želivského kláštera Kosmase opustil s konečnou platností hermetismus a začal působit ve zdejším klášteře.
Působil také jako překladatel z němčiny a francouzštiny, přeložil například spis Tomáše Kempenského Růžová zahrádka, který vyšel roku 1940 v  Praze v nakladatelství Ladislava Kuncíře.

## Rodina
Emanuel Hauner měl manželku Terezii, rozenou Pojšovou (*4. prosince 1872), syna Viktora (*19. prosince 1899), a dcery Ludmilu, Svatoslavu a Miroslavu. Zemřel v roce 1943, po dlouhodobém onemocnění anginou pectoris a byl pohřben na hřbitově u kostela sv. Matěje v pražské Šárce.

## Dílo
- Sabbathy duše (1899)
- Stručný nástin některých tajných společností (1905)
- Slovníček spiritualistický (1911, 1923)
- Volání do kosmu (pod pseudonymem Aurel Vlach, 1919)
- Konventní a farní chrám Páně titulu Narození Panny Marie v Želivě (1940)
- Vlastnické knižní značky premonstrátské (1940)
- Želiv a Leskovci
- Premonstrátské medaile, jetony, známky a odznaky bývalé českomoravské cirkárie (1942)

### Překlady
- Agrippa z Nettesheimu: Kabala
- Eliphas Lévi: Dogma a rituál vysoké magie (s Boh. Janouškem)
- Eliphas Lévi: Veliké tajemství čili odhalený okultismus (s Augustem Miřičkou)
- Hector Durville: Praktický magnetism (s M. Maixnerem)
- Karl von Eckhartshausen: Hledání pramene moudrosti
- Karl von Eckhartshausen: Vykoupení
- Gérard Encausse (Papus): Tajná věda, její prvky, pojem, vědecké methody a zvláštní obory vědné
- Paul Sédir: Povinnost duchovniho člověka
- Tomáš Kempenský: Růžová zahrádka (1940)